# Ukrainsk småspigg
Ukrainsk småspigg (Pungitius platygaster) är en fiskart som först beskrevs av Kessler, 1859.  Ukrainsk småspigg ingår i släktet Pungitius och familjen spiggfiskar. IUCN kategoriserar arten globalt som livskraftig. Inga underarter finns listade i Catalogue of Life.

## Bildgalleri

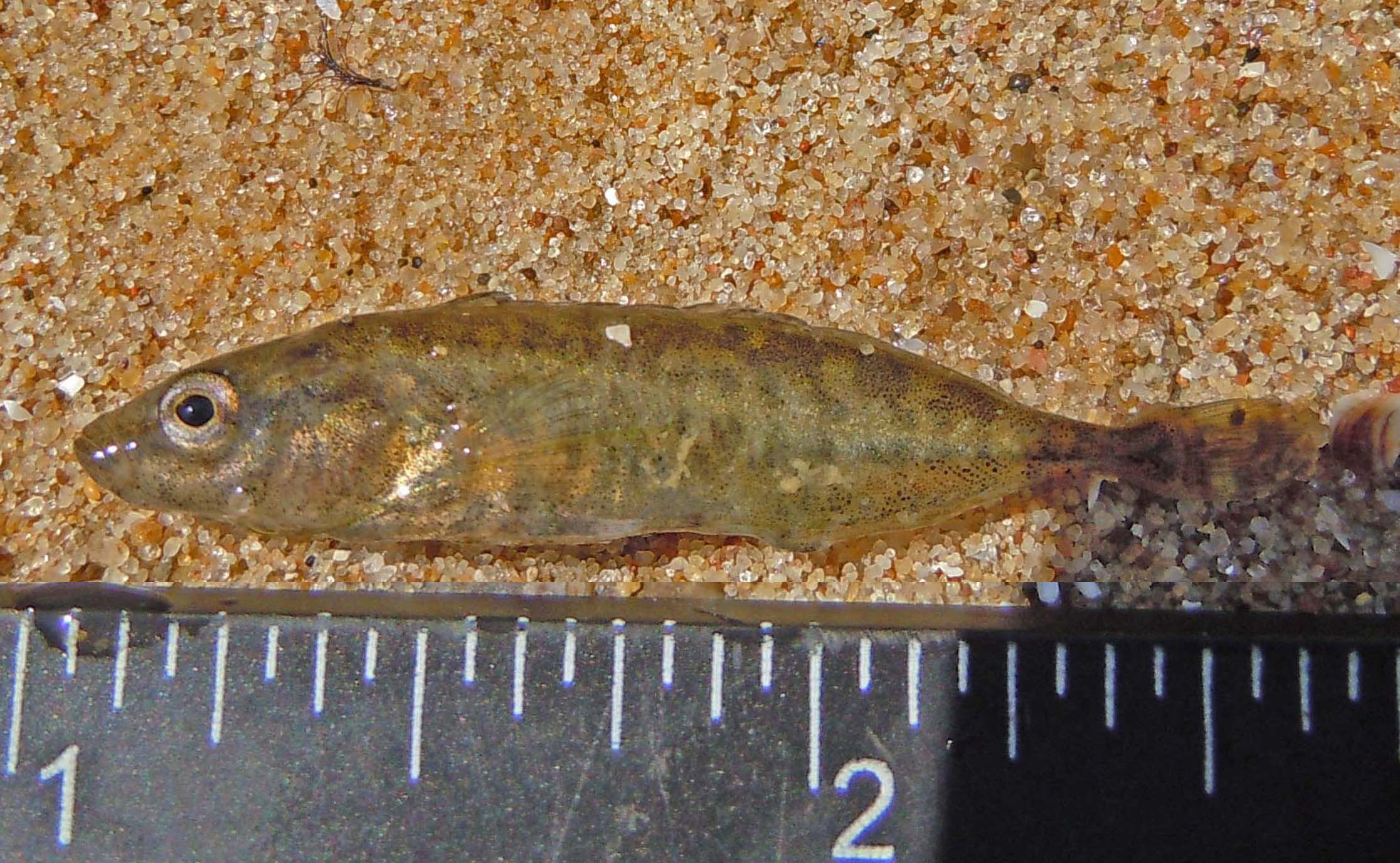